# Ma baby-sitter est un vampire (téléfilm)
Cet article concerne le téléfilm. Pour la série télévisée, voir Ma baby-sitter est un vampire.
 (février 2010).
Si vous disposez d'ouvrages ou d'articles de référence ou si vous connaissez des sites web de qualité traitant du thème abordé ici, merci de compléter l'article en donnant les références utiles à sa vérifiabilité et en les liant à la section « Notes et références ».
Série
Ma Baby-sitter est un vampire
Pour plus de détails, voir Fiche technique et Distribution.
Ma baby-sitter est un vampire ou Ma gardienne est un vampire au Québec (My Babysitter's a Vampire) est un téléfilm canadien sorti le 16 octobre 2010 au Canada et le 10 juin 2011 aux États-Unis.
Une série télévisée adaptée du téléfilm est sortie. Elle a été diffusée pour la première fois au Canada le 28 février 2011 et pour la première fois aux États-Unis le 27 juin 2011.

## Synopsis
Ethan Morgan est un adolescent "geek" à qui les parents ne font pas confiance quand il reste chez lui tout seul avec sa petite sœur, Jane, âgée de 8 ans. Ils engagent alors Erica, une fille du lycée de Ethan. Le temps qu'elle se rende chez les Morgan, elle croise sur son chemin sa meilleure amie Sarah et l'ex-petit ami de cette dernière, Jesse, qui est un vampire. Étant censée être chez les Morgan, Erica accepte d'aller à une fête organisée par Jesse et ses amis,  
contre l'avis de Sarah.
Sarah et Jesse se sont battus devant la maison des Morgan, et Sarah a été projetée sur la terrasse de la maison des Morgan. Sarah sonne à la porte et dit aux parents de Ethan que Erica est malade et qu'elle la remplace. Sans savoir pourquoi, Ethan a une drôle de vision en touchant Sarah et remarque que le reflet de celle-ci n'apparait pas dans le miroir. Ethan dit alors à Benny, son meilleur ami "geek", que Sarah n'est peut-être pas humaine.
Elle quitte la maison des Morgan pour partir à la recherche de son amie, Erica et est suivie par Ethan et Benny. Ces deux derniers la surprennent en train de manger un rat, révélant sa véritable identité.
Dès lors, les trois amis vont s'unir pour empêcher Erica de devenir une "mauvaise vampire" comme Jesse et sa bande. Ils vont aussi essayer d'empêcher Jesse de tuer tous les gens de la ville. Arriveront-ils à tuer Jesse ? À empêcher Sarah de boire du sang humain ? Et à empêcher Erica de devenir comme Jesse ?

## Fiche technique
- Titre : Ma baby-sitter est un vampire
- Titre québécois : Ma gardienne est un vampire
- Titre : My Babysitter's a Vampire
- Réalisation : Bruce McDonald
- Producteur : Brian Irving
- Société de production : Fresh TV
- Distribution : Disney Channel, Télétoon
- Pays d'origine : Canada
- Langue : Anglais
- Genre : Aventure, fantastique, comédie
- Date de diffusion : 2010

## Distribution
- Matthew Knight (VFB : Alessandro Bevilacqua ; VQ : Gabriel Lessard) : Ethan Morgan
- Vanessa Morgan (VFB : Carole Baillien ; VQ : Stéfanie Dolan) : Sarah Fox
- Atticus Dean Mitchell (VFB : Sébastien Hébrant ; VQ : Nicolas Charbonneaux-Collombet) : Benny Weir
- Cameron Kennedy (VFB : David Scarpuzza ; VQ : Sébastien Reding) : Rory Keaner
- Kate Todd (VFB : Cathy Boquet ; VQ : Kim Jalabert) : Erica Jones
- Joe Dinicol : Jesse
- Laura DeCarteret (VFB : Fabienne Loriaux ; VQ : Julie Burroughs) : Samantha Morgan, la mère d'Ethan
- Ari Cohen (VFB : Peppino Capotondi ; VQ : François Trudel) : Ross Morgan, le père d'Ethan
- Joan Gregson (VFB : Nicole Colchat ; VQ : Élizabeth Chouvalidzé) : La grand-mère de Benny
- Ella Jonas Farlinger (VFB : Béatrice Wegnez ; VQ : Gabrielle Thouin) : Jane Morgan, la petite sœur d'Ethan
- Cassie Steele : Rochelle

## Édition Faits AcCROChants
Une version spéciale du film a été diffusée sur Télétoon le 8 octobre 2011 (il y a 13 ans).